# Гора Куджю

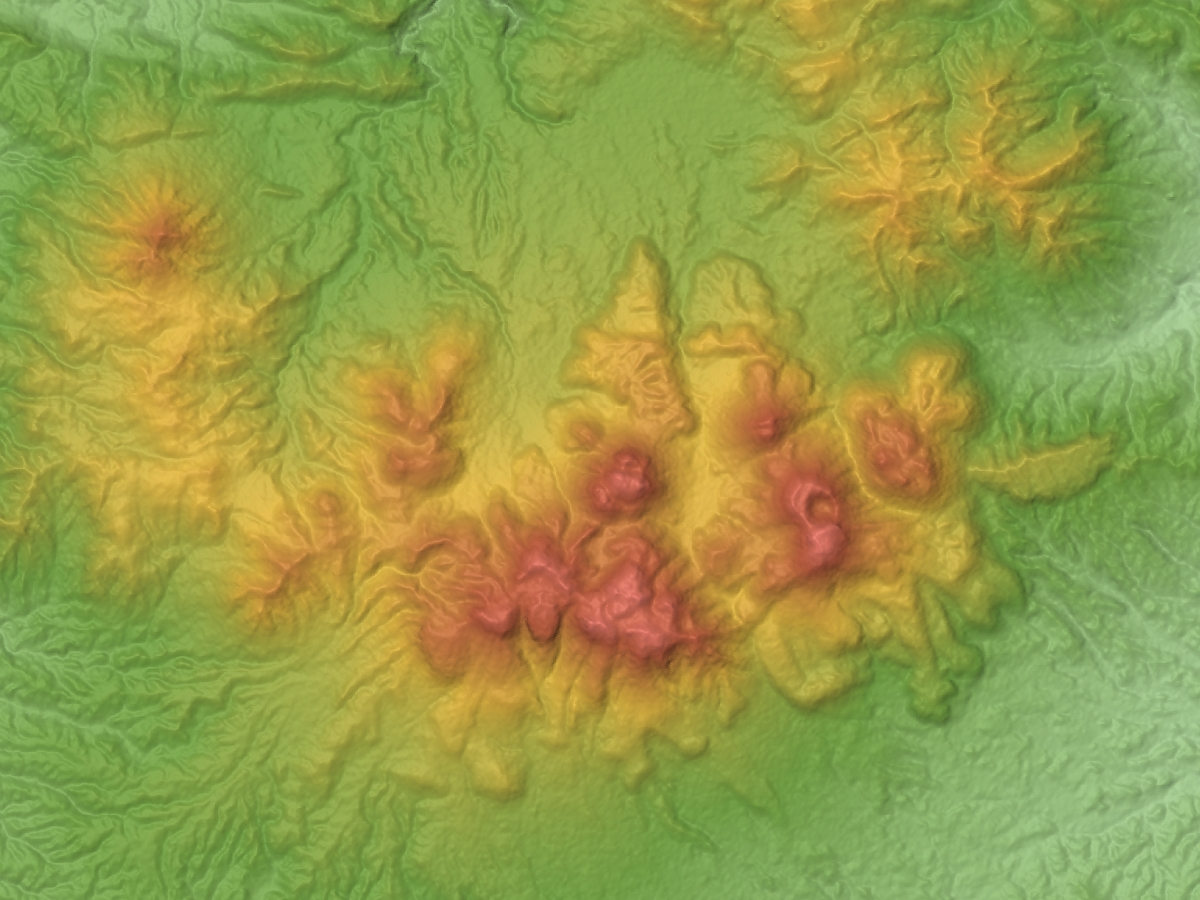
Вулкан Куджю

Гора Куджю (яп. 九重山, Kujū-san), розташована на кордоні Коконое і Такета в Префектура Оіта, Японія, є стратовоулканом на Острів Кюсю, Японія. Це одна з 100 відомих японських гір. Вона є частиною Національного парку Асо-Куджю.

## Опис
Хребет Куджю складається з десятка вулканічних тіл, зібраних у регіоні, що простягається на 13 км зі сходу на захід і на 10 км з півночі на південь. До складу хребта входять гори:
- Гори Куджю
  - Гора Куджю (1787 м) — головна вершина (久住山)
  - Гора Накадаке (1791 м) — найвища вершина Кюшю
  - Гора Інахоші (1774 м)
  - Гора Хошшьо (1762 м)
  - Гора Мімата (1745 м)
- Гори Тайсен
  - Гора Тайсен (1786 м)
  - Гора Північна (Кіта) Тайсен (1706 м)
  - Гора Хейдзі (1642 м)

Вулканічна група Кудзю в основному складається з андезиту та дациту, що визначається як вулканічна активність над родовищем пірокластичного потоку Міяґі, який утворився близько 200 000 років тому. Північні та південні райони гори Кудзю — це плато пасовищ, основною галуззю промисловості яких є молочне скотарство.

## Галерея

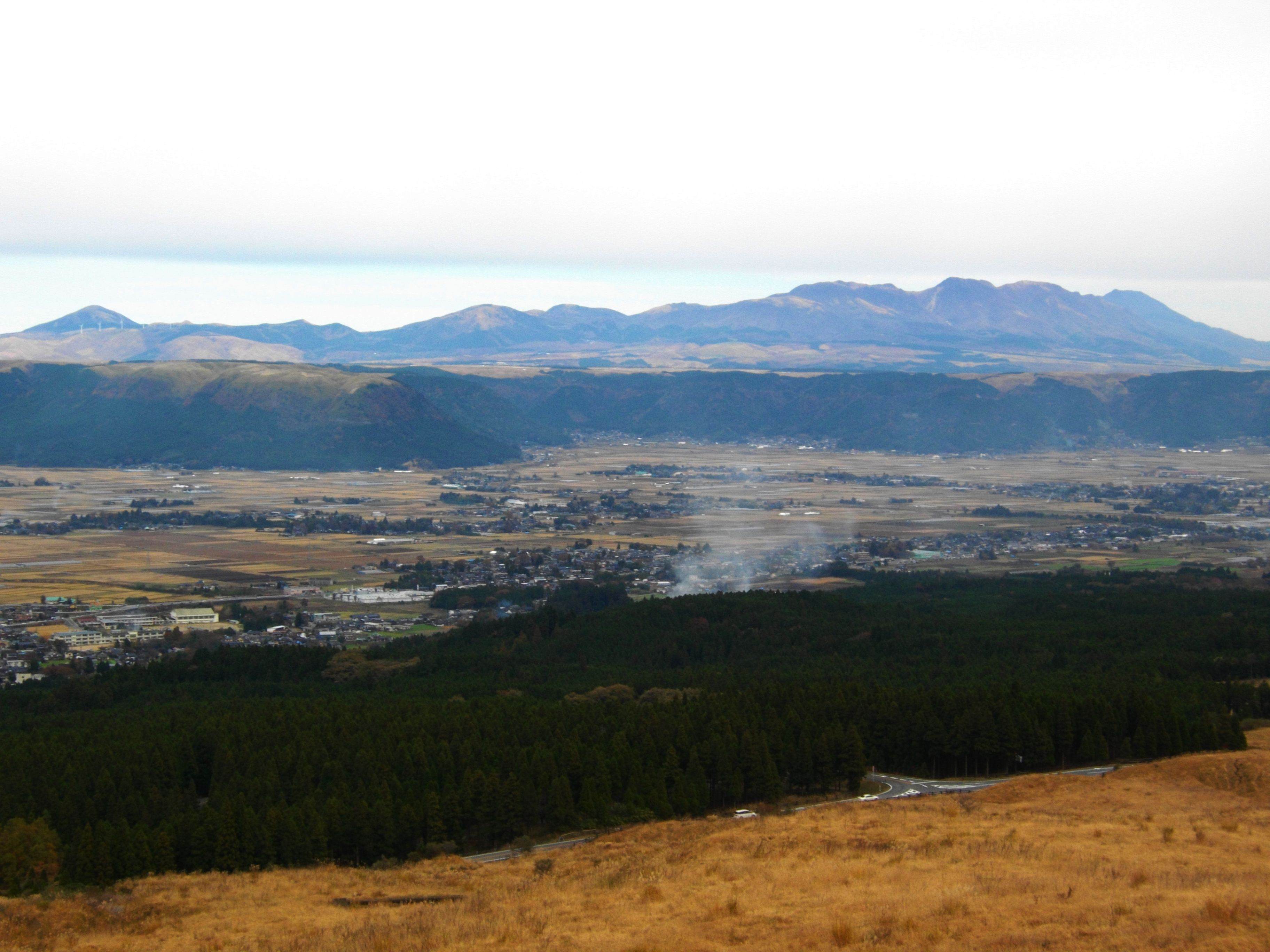
Гора Куджу відгори Асо
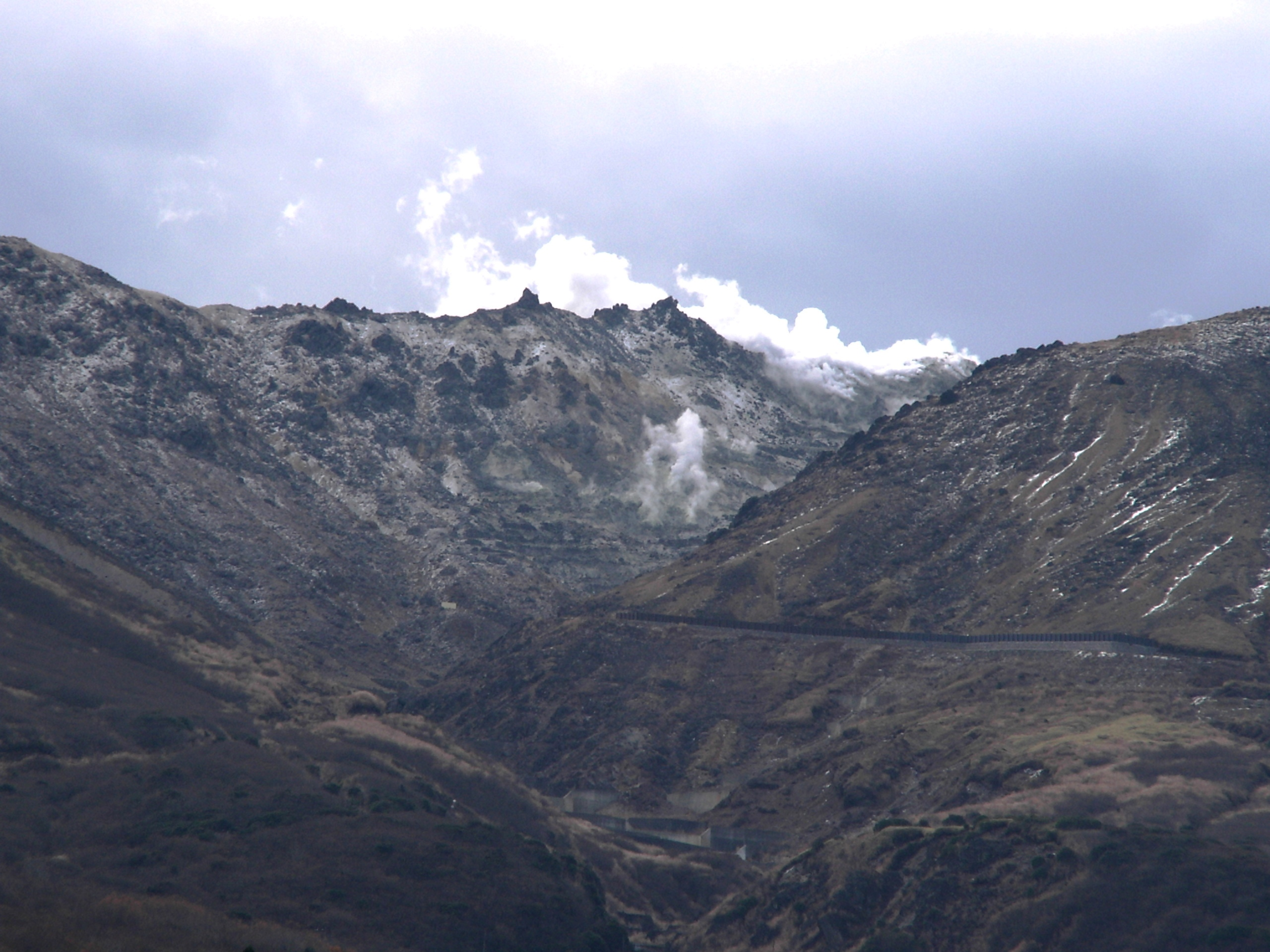
Гора Іо з Чоджабару
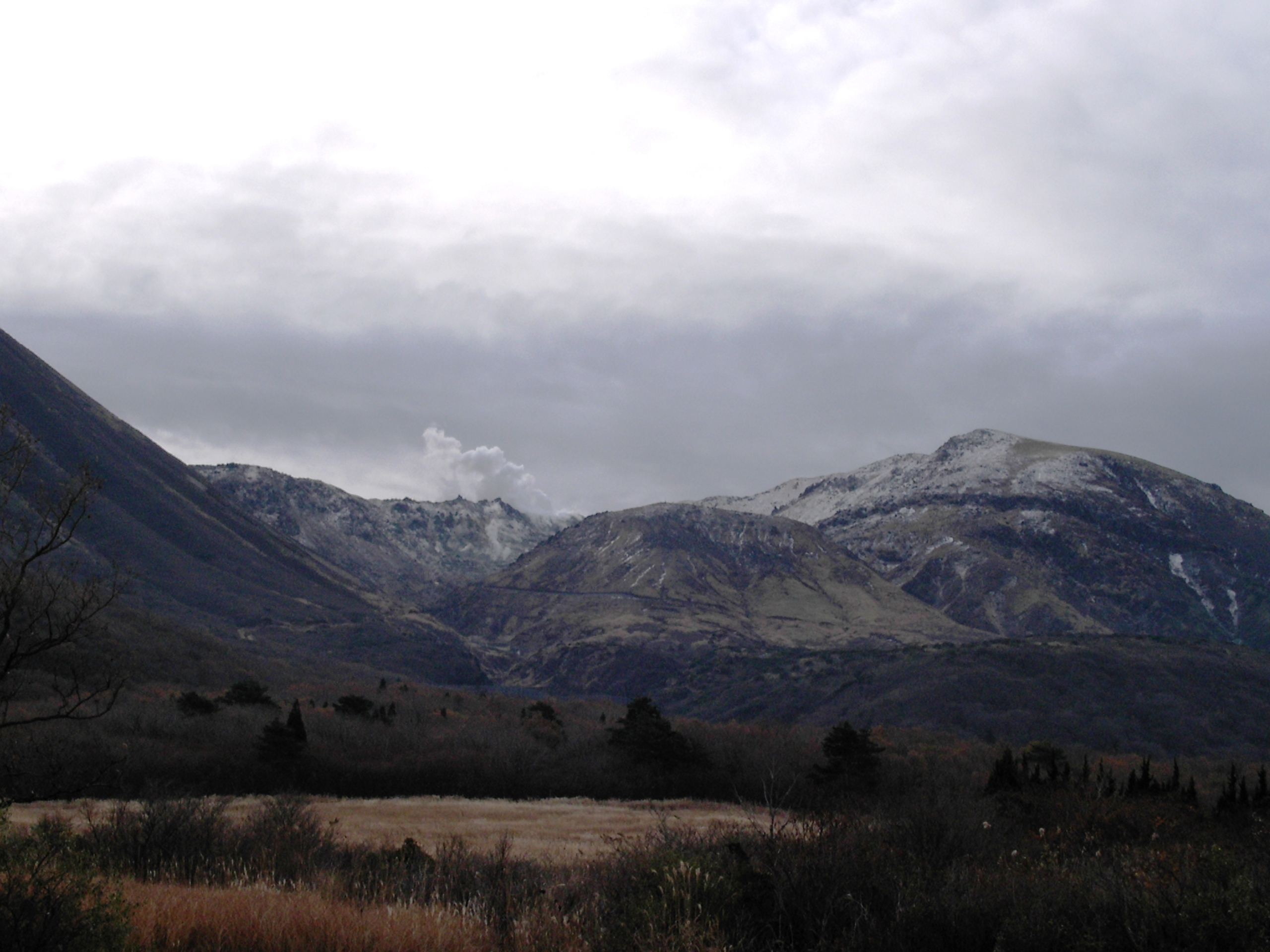
Гора Hōsshō та гора Iō з Чоджабару
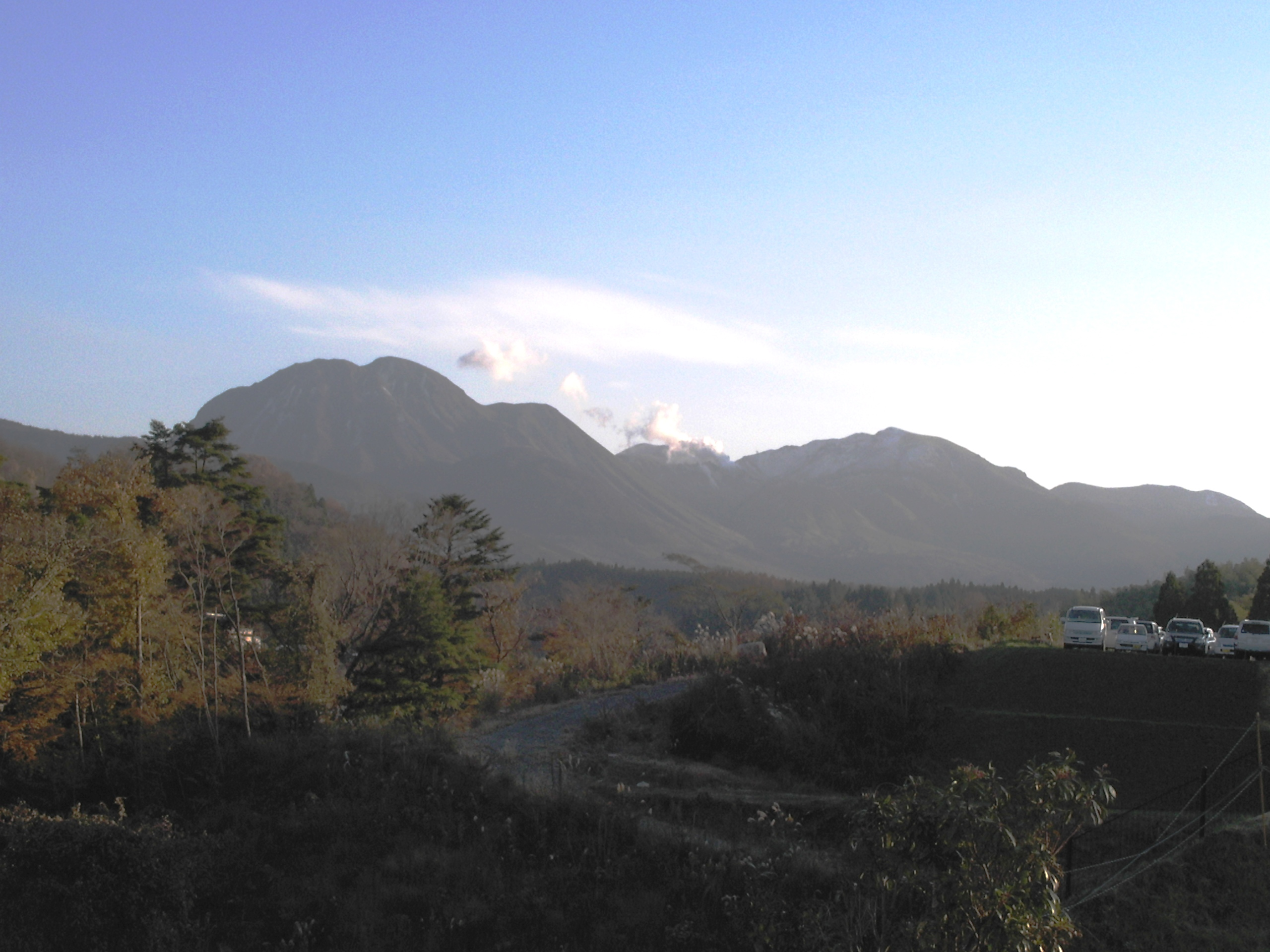
Гора Куджю з ущелини Нарукоґава
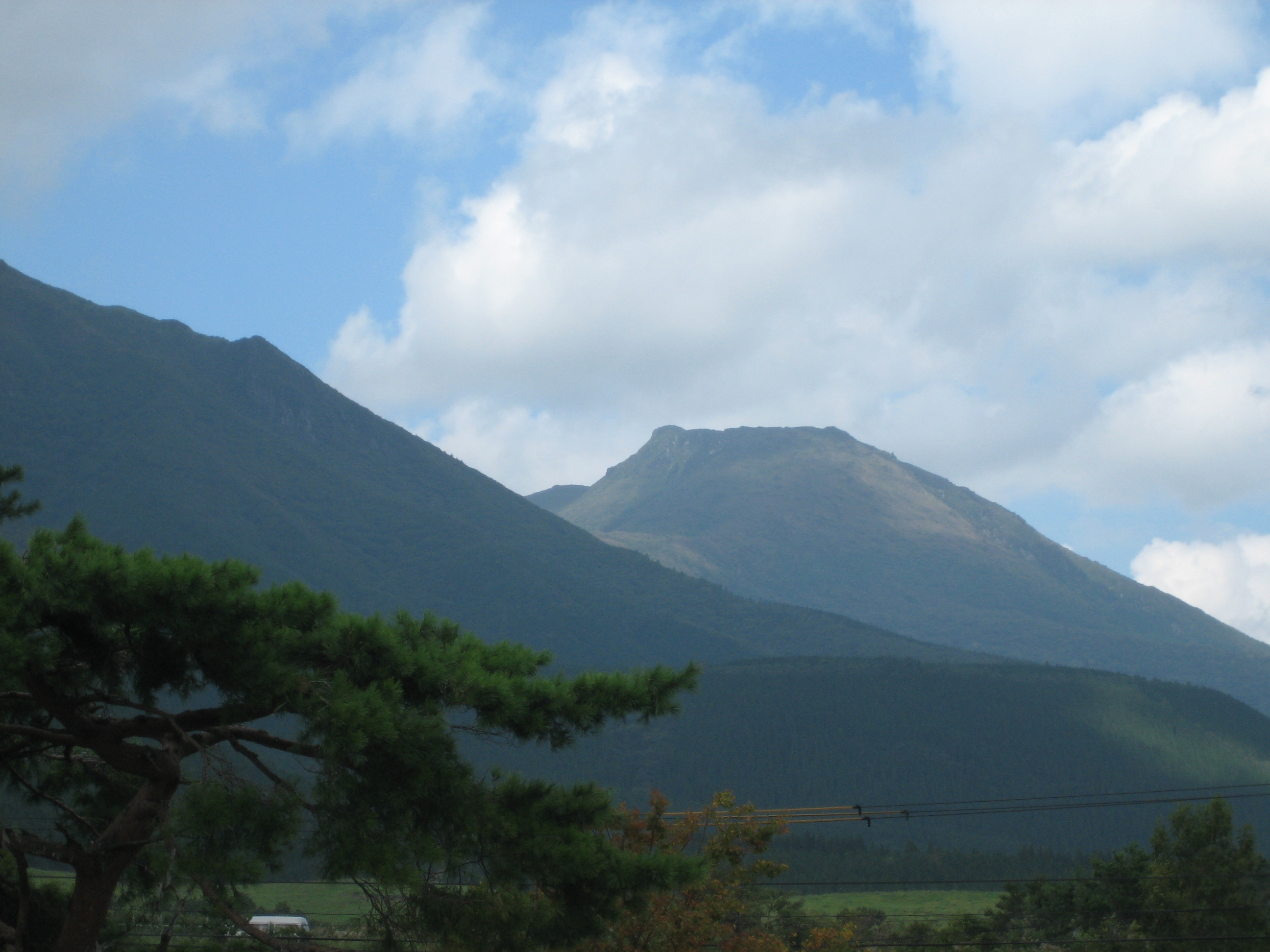
Гора Тайсен
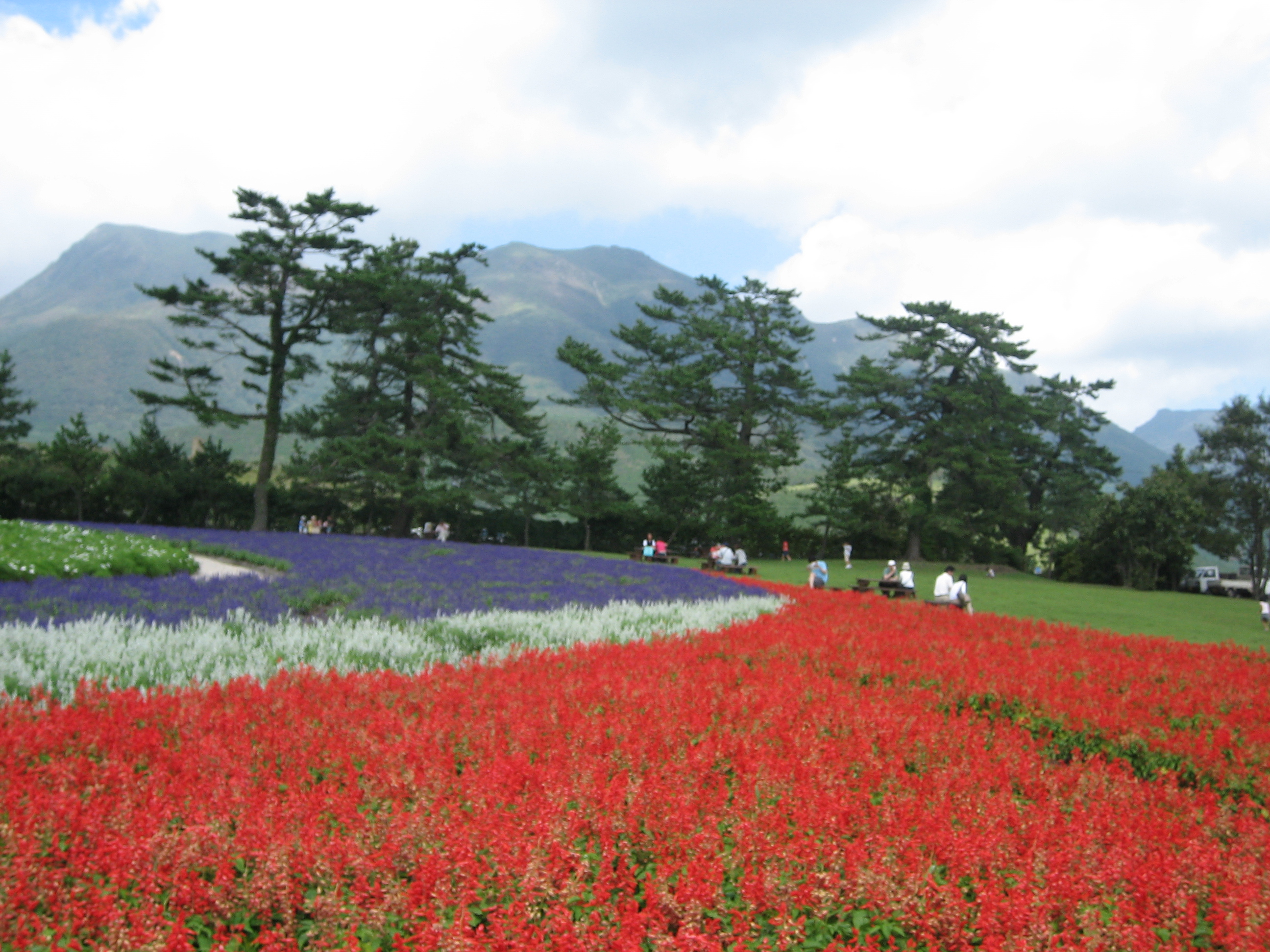
Квіткові сади Куджю та гори Куджю
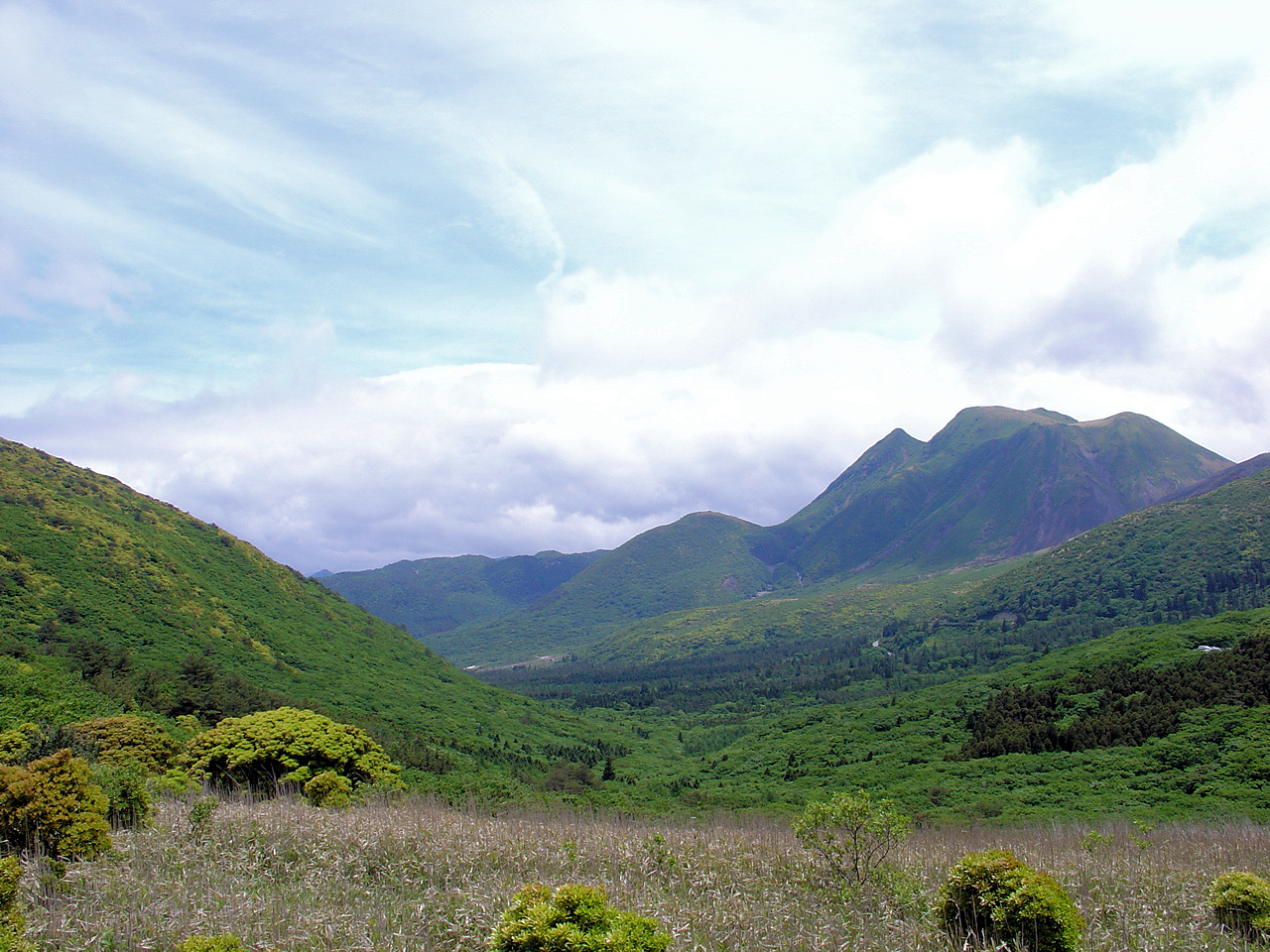
Гора Куджю від перевалу Макіното з горою Мімата праворуч